# A tu per tu (film)
A tu per tu è un film italiano del 1984 diretto da Sergio Corbucci.

## Trama
Emanuele Sansoni è un ricco faccendiere che si occupa di operazioni finanziarie più o meno legali. Improvvisamente, mentre si trova su un panfilo al largo di Rapallo, in compagnia di due avvenenti amiche, si scopre braccato dalla Guardia di Finanza e da alcuni banditi per via di alcuni suoi spregiudicati investimenti: fugge rocambolescamente e sale a bordo del primo taxi che incontra, condotto dal goffo Gino Sciaccaluga, dal quale si fa portare di nascosto nella sua abitazione a Milano. Qui Sansoni recupera scottanti documenti con cui ricattare l'establishment politico-affaristico italiano e, insieme al povero tassista presto divenuto suo succube, si dirige verso la Svizzera.
Alla dogana, Sansoni si rende conto di essere ancora inseguito dai finanzieri e decide quindi di travestirsi da donna, fingendosi la sua presunta sorella Enrichetta. In queste vesti, blandendo con sorrisi e ammiccamenti l'ingenuo Sciaccaluga, lo prega di condurlo dapprima a Lugano, e poi in Lussemburgo; il tassista, che vede nella fantomatica Enrichetta la possibilità di rifarsi una vita lontano dall'opprimente moglie, si trova così coinvolto nella trama che l'affarista va ordendo. Andati a vuoto i tentativi di ricatto, Sansoni cede con l'inganno tutti i suoi beni all'ignaro Sciaccaluga, usandolo come prestanome nel tempo necessario a rifinanziare le sue imprese tramite fondi neri. Una volta risollevato il proprio impero, Sansoni, nei panni di Enrichetta, prevede di convincere Sciaccaluga a rigirargli le sue società in cambio di pochi soldi: lo scopo di Sansoni è raggiungere Casablanca per poter utilizzare i suoi documenti, dato che in Europa non può a causa della crisi finanziaria.
Sciaccaluga cade nella trappola, ma a seguito di diverse disavventure, e dopo essersi reso conto che Enrichetta non esiste, ormai disperato tenta il suicidio lanciandosi da un molo. Viene però salvato, concidenza, dalle amiche di Sansoni che lo riportano proprio dal faccendiere, il quale ha ora bisogno della firma dell'uomo per ritornare in possesso dei suoi beni: ma nel frattempo Sciaccaluga ha finalmente capito il gioco, non firma e mantiene così la proprietà dell'intero patrimonio di Sansoni. Sciaccaluga diventa quindi un affermato faccendiere, mentre l'ormai nullatenente Sansoni è costretto a riciclarsi come tassista per tirare avanti.

## Produzione
Le riprese del film si svolsero tra la primavera e l'estate del 1984.
Le scene ambientate a Rapallo in realtà vennero girate a Sanremo. La maggior parte delle riprese avvenne a Roma e nel resto del Lazio oltreché nel Varesotto, spesso spacciandole per luoghi diversi dalla finzione scenica; è il caso dell'appartamento milanese di Sansoni, in realtà un attico sito a Roma e utilizzato per numerose pellicole italiane nel corso degli anni 80. Coincisero invece con la narrazione le sequenze girate a Mentone, in Francia, e a Lugano, in Svizzera.
Le due ragazze che allietano la vita del faccendiere Sansoni sullo yacht sono Moana Pozzi, qui nella sua carriera collaterale di ordinaria caratterista, e la futura cantante Tracy Spencer, qui accreditata col suo vero nome, Tracy Louise Freeman. È questa l'ultima apparizione cinematografica di Franco Ressel, interprete del notaio, che morì due mesi dopo l'uscita del film nelle sale, il 14 gennaio 1985.
Il taxi di Sciaccaluga è una Renault 11: nello stesso periodo Johnny Dorelli, tra i protagonisti del film, fu testimonial della casa automobilistica francese e proprio nel 1985 realizzò uno spot per tale modello.

## Distribuzione
L'uscita cinematografica avvenne il 3 novembre 1984.

## Galleria d'immagini

Emanuele Sansoni (Johnny Dorelli)
Gino Sciaccaluga (Paolo Villaggio)
Elvira Sciaccaluga (Marisa Laurito, in primo piano) e il carabiniere (Adriano Pappalardo, sullo sfondo)
Enrichetta Sansoni (Johnny Dorelli)